# Jacques François de Chastenet de Puységur
Jacques François de Chastenet, markis de Puységur, född den 13 augusti 1656 i Paris, död där den 15 augusti 1743, var en fransk militär, farfar till Armand Marie Jacques de Chastenet de Puységur.
de Puységur deltog i ett stort antal krig och slag (i Flandern, Tyskland och Spanien) utan att någonsin föra högre befäl. Under Spanska tronföljdskriget (1701-13) var åt honom anförtrodd organisationen av Spaniens stridskrafter. År 1734 blev han marskalk av Frankrike. I L’art de la guerre (1748) framställer han krigskonstens tillstånd under hans tid.